# 퀴어 (소설)
《퀴어》(Queer)는 윌리엄 S. 버로스의 소설이다. 1950년대에 집필되었지만 1985년이 되고 나서 출간된 책이다.

## 줄거리
1940년대의 멕시코 멕시코시티, 약물 중독자인 윌리엄 리는 동성(남자)인 앨러턴을 사랑하게 되었다. 환각에 빠진 그는 지속적으로 사랑을 원하지만 동성애를 인정하지 않는 세상은 그를 외면한다.

## 평가
동성애자의 비극적인 삶을 생생하게 그려냈다는 평가를 받고 있다. 윌리엄 버로스의 작품 세계를 이해하기 위한 중요한 두 작품 중에서 하나로 꼽힌다.